# True (D-SHADEのアルバム)
『True』（トゥルー）は、D-SHADEのメジャー1枚目のオリジナル・アルバム。1998年12月23日にポリドールから発売された。

## 収録曲
1. BELIEVE (4:29)
作詞:HIBIKI・KEN、作曲:KEN
2. MELODY (2:53)
作詞:HIBIKI、作曲:KEN
3. EVER DREAM (4:23)
作詞:D-SHADE 作曲:KEN
4. ENDLESS LOVE (3:24)
作詞:HIBIKI　作曲:KEN
5. WITH THIS TIME (4:53)
作詞:HIBIKI 作曲:KEN
6. hallucination (3:07)
作詞:HIBIKI 作曲:KEN
7. Many-go-round (2:59)
作詞:HIBIKI、KEN 作曲:KEN
8. WHITE SNOW (5:30)
作詞:HIBIKI 作曲:KEN
9. Truth (4:29)
作詞:HIBIKI 作曲:KEN
10. I FEEL YOU (4:32)
作詞:HIBIKI 作曲:KEN